# Goni
Goni es un municipio de Italia de 556 habitantes en la provincia de Cerdeña del Sur, región de Cerdeña.
En la región existen algunos sitios arqueológicos de cierta importancia, como Domus de Janas, la necrópolis de Pranu Mutteddu, o numerosos menhires. También cabe destacar el valor natural del entorno, apenas modificado, como por ejemplo el valle del río Flumendosa, que fluye bordeando los límites de la municipalidad.

## Evolución demográfica
| Gráfica de evolución demográfica de Goni entre 1861 y 2001 |
|                                                            |
| Fuente ISTAT - Elaboración gráfica de Wikipedia            |